# Scleratoscopia silvai
Scleratoscopia silvai is een rechtvleugelig insect uit de familie Proscopiidae. De wetenschappelijke naam van deze soort is voor het eerst geldig gepubliceerd in 1957 door Rehn.